# Радугин, Феофан Григорьевич
Феофа́н Григо́рьевич Раду́гин (8 ноября 1912 — 27 декабря 1993) — советский лётчик военно-транспортной авиации в годы Великой Отечественной войны, Герой Советского Союза (23.02.1945). Старший лейтенант.

## Биография
Феофан Григорьевич Радугин родился в деревне Камакануры ныне Еласовского сельского совета Горномарийского района республики Марий Эл в крестьянской семье. Мариец.
Окончил Еласовскую школу первой ступени и Сурскую школу второй ступени, а в 1932 году — Мариинско-Посадский лесотехникум. В 1932—1933 годах работал техником сплава леса в Козьмодемьянской сплавконторе. В 1933 году принят в гражданскую авиацию и направлен на учёбу в Тамбовскую школу лётчиков Гражданского Воздушного Флота (ГВФ). Окончил её в 1935 году. Работал пилотом и командиром корабля в Казанском и Московском авиаотрядах ГВФ, в том числе на линии Москва—Симферополь. С 1939 года работал инспектором в Главном управлении ГВФ. В 1940 году окончил школу высшей подготовки ГВФ в Батайске. С 1940 года член КПСС. С ноября 1940 года — начальник Таллинского аэропорта.
В Великую Отечественную войну приказом от 9 июля 1941 года весь личный состав ГВФ был зачислен в состав ВВС РККА. Младший лейтенант Ф. Радугин был назначен начальником штаба эскадрильи Московской авиационной группы особого назначения. С октября 1942 года — командир корабля 1-го транспортного авиационного полка (1-я транспортная авиационная дивизия ГВФ, Главное командование ВВС Красной Армии). За время войны совершил 247 вылетов в глубокий тыл противника, доставлял партизанам оружие, боеприпасы и медикаменты. Он совершал ночные рейсы в партизанские отряды С. А. Ковпака, А. Ф. Фёдорова, А. Н. Сабурова, доставлял к партизанам руководителей партизанского движения П. К. Пономаренко, Т. А. Строкача. Вывозил раненых. Всего за годы войны доставил 120 тонн грузов и вывез 380 человек. Забрасывал в глубокий вражеский тыл диверсантов и разведчиков. Летал через линию фронта в осаждённые врагом Ленинград и Севастополь.
За отвагу и геройство, проявленные в период Великой Отечественной войны, указом Президиума Верховного Совета СССР от 23 февраля 1948 года Радугину Феофану Григорьевичу присвоено звание Героя Советского Союза с вручением ордена Ленина и медали «Золотая Звезда».
С сентября 1944 года — на тыловой работе, инспектор в Главном управлении ГВФ. В 1946 году старший лейтенант Радугин уволен в запас.
Проживал в Москве. С 1946 года работал старшим инспектором-пилотом в Главном управлении Гражданского Воздушного Флота СССР, с 1952 года — представителем ГВФ СССР в Венгрии. С 1955 года — старший инженер Научно-исследовательского института ГВФ СССР, пилот-инструктор Управления транспортной авиации Аэрофлота, заместитель начальника — руководитель полётов Быковского аэропорта Москвы. В 1978—1987 годах работал инженером в производственном отделе Ленинской библиотеки.
Скончался в 1993 году. Похоронен по завещанию в селе Еласы Республики Марий Эл.

## Награды
- Медаль «Золотая Звезда» Героя Советского Союза (23.02.1948);
- орден Ленина (23.02.1948);
- два ордена Красного Знамени (7.03.1943, 13.04.1943);
- два ордена Отечественной войны 1-й степени (2.09.1943, 11.03.1985);
- орден «Знак Почёта»;
- медали.

## Память
- Еласовской средней школе Горномарийского района Республики Марий Эл, где учился Ф. Г. Радугин, присвоено его имя. На здании школы установлена памятная доска[3].